# Дейл Вассерман
Дейл Вассерман (англ. Dale Wasserman; нар. 2 листопада 1914, Райнлендер, Вісконсин, США — пом. 21 грудня 2008, Парадайз-Вейлі, Аризона, США) — американський письменник та драматург. Автор понад 50 робіт, з яких 40 отримали нагороди.

## Життєпис
Дейл Вассерман народився 2 листопада 1914 року в містечку Райнлендер, штату Вісконсин. Батьки Дейла були євреями, вихідцями з Російської імперії. У віці дев'яти років осиротів, та виховувався у дитячому будинку в Південній Дакоті.
На початку своєї кар'єри працював електриком, а згодом освітлювачем у театрі.
Визнання до Дейла Вассермана прийшло після мюзиклу «Людина з Ламанчі», який був поставлений на Бродвеї у 1966 році. Музику до «Людина з Ламанчі» написав Мітч Лі, а лібрето — Джо Деріон.
У 1963 році Дейл Вассерман поставив виставу «Пролітаючи над гніздом зозулі», на основі роману відомого письменника Кена Кізі.
Вассерман працював над сценаріями фільмів «Вікінги» (1958) з Тоні Кертісом та Керком Дугласом у головних ролях, «Містер Бадвінґ» (1966), у якому зіграли Джеймс Ґарнер та Джин Сіммонс, та «Прогулянка з коханням та смерть» (1969).
Останні роки життя пройшли у Парадайз-Веллі, передмісті Фінікса, де він продовжував займатися літературною діяльністю.
Дейл Вассерман помер 21 грудня 2008 року від гострої серцевої недостатності.